# 1993 na literatura

## Eventos
- Junho - Na revista norte-americana Adventures of Superman #500 apareciam 4 histórias curtas como preâmbulos para o aparecimento de 4 personagens que acreditavam ser – ou que outros acreditavam ser – o Super-Homem regressado do túmulo, incluindo o Superboy e o Aço.
- 12 de Novembro - José Saramago recebe o Prémio Vida Literária da Associação Portuguesa de Escritores.

## Mortes
| Data            | Nome                    | Profissão                      | Nacionalidade  | Observações | Ref   |
| --------------- | ----------------------- | ------------------------------ | -------------- | ----------- | ----- |
| 6 de Janeiro    | Odette de Saint-Maurice | escritora                      | Portugal       |             |       |
| 15 de Janeiro   | Carlos Pinhão           | jornalista e escritor          | Portugal       | n. 1924     | [ 1 ] |
| 22 de Janeiro   | Kobo Abe                | escritor                       | Japão          | n. 1924     |       |
| 23 de Janeiro   | Keith Laumer            | escritor de ficção científica  | Estados Unidos | n. 1925     |       |
| 21 de Fevereiro | Harvey Kurtzman         | cartunista                     | Estados Unidos | n. 1924     |       |
| 11 de Março     | Manuel da Fonseca       | escritor                       | Portugal       | n. 1911     |       |
| 16 de Março     | Natália Correia         | escritora e política açoriana  | Portugal       | n. 1923     |       |
| 21 de Março     | António Quadros         | escritor                       | Portugal       | n. 1923     |       |
| 7 de Abril      | Joaquín Calvo Sotelo    | escritor                       | Espanha        | n. 1905     |       |
| 10 de Maio      | Lester Del Rey          | escritor de ficção científica  | Estados Unidos | n. 1915     |       |
| 14 de Julho     | Léo Ferré               | cantor e poeta                 | Itália         | n. 1916     |       |
| 27 de Julho     | Luís de Sttau Monteiro  | dramaturgo                     | Portugal       | n. 1926     |       |
| 8 de Agosto     | Armindo José Rodrigues  | médico, tradutor e poeta       | Portugal       | n. 1904     |       |
| 13 de Setembro  | Austregésilo de Athayde | jornalista e escritor          | Brasil         | n. 1898     |       |
| 22 de Novembro  | Anthony Burgess         | escritor, compositor e crítico | Inglaterra     | n. 1917     |       |

## Prémios literários
- Nobel de Literatura - Toni Morrison
- Prémio Camões - Rachel de Queiroz[2]
- Prémio Machado de Assis - Antonio Candido